# Murasaki Baby
Murasaki Baby è un videogioco rompicapo e d'avventura sviluppato da Ovosonico, pubblicato da Sony Computer Entertainment Europe, e distribuito da PlayStation Network nel 2014.

## Trama
Il gioco si ambienta in una notte buia nella mente di Baby: una bambina con la faccia sottosopra rimasta intrappolata nei meandri più oscuri della sua mente, dove sono racchiusi le angosce, gli incubi e le fobie infantili, con l'obiettivo finale di ritrovare la propria mamma.
Durante il viaggio Baby incontra diversi ragazzini, tra cui Bunny Boy (un bambino che è stato mangiato da un coniglio appassionato di televisione), Tentacle Boy (un bambino sociopatico rinchiuso nel suo mondo immaginario che indossa una maschera con dei tentacoli) e Perm Girl (una ragazzina con dai capelli ricci rimasta intrappolata nei suoi capelli stessi) e li aiuta a liberarsi dai loro incubi in modo che essi possano aiutare Baby stessa a terminare il suo viaggio.
Dopo aver compiuto un lungo viaggio nella sua psiche e aver attraversato l'ultima porta Baby si ritrova a vagare per l'ultima dimensione onirica, nella quale cerca di trovare la porta per rientrare nella sua stanza, ma viene sempre sorpresa da bizzarre creature simili a lei; alla fine si apre una porta nell'oscurità, ma Baby non la oltrepassa e rimane a fissare il giocatore sorridendo.

## Modalità di gioco
Il gioco è un'avventura in 2D nella quale è necessario risolvere enigmi e superare ostacoli per avanzare.
Il gioco è diviso in 4 capitoli - a loro volta divisi in diversi livelli - in cui il giocatore deve guidare Baby (tenendole la mano e trasportandola sullo schermo col touch screen) per progredire nelle diverse aree di gioco. Ciascuna area presenta uno sfondo diverso e dei personaggi che andranno a influire sulla partita; in alcune aree è richiesto che Baby giochi col proprio palloncino e lo utilizzi per salire sul soffitto e iniziare a camminare su di esso al fine di superare ostacoli o risolvere enigmi e rompicapi.
Il gioco è completabile nel giro di 3-4 ore e non esistono livelli di difficoltà con cui completare il gioco.

## Sviluppo
Nel settembre 2014 sul PlayStation Blog europeo è stato pubblicato un filmato - commentato dal direttore e progettista principale del gioco Massimo Guarini - da parte dei membri di Ovosonico in cui gli sviluppatori spiegano gli aspetti dello sviluppo del gioco, come è nata Baby (la protagonista), e quindi il legame emotivo che hanno voluto creare tra quest'ultima e il giocatore.
Durante lo sviluppo di Murasaki Baby gli sviluppatori hanno dichiarato di aver fatto pochissimo affidamento sulla tecnologia e sui computer grafica, siccome i movimenti e i disegni dei personaggi, degli sfondi e degli oggetti sono realizzati a mano.

### Direzione artistica
Le illustrazioni dei vari sfondi del gioco seguono lo stile di Edward Gorey, mentre lo stile grottesco riprende le atmosfere cinematografiche di Tim Burton e il cupo dei dipinti di Salvador Dalí.

### Colonna sonora
Le tracce della colonna sonora del gioco sono state composte dal compositore italiano Gianni Ricciardi, mentre la musica per i titoli di coda è stata composta dal giapponese Akira Yamaoka - già noto per aver composto diverse tracce musicali per Silent Hill.

## Distribuzione
Il gioco è stato annunciato alla conferenza di Sony durante la Gamescom 2013 per PlayStation Vita, presentato all'E3 2014 di Los Angeles e infine uscito nel settembre 2014.

## Accoglienza
| Testata                          | Giudizio |
| -------------------------------- | -------- |
| Metacritic (media al 23-08-2020) | 69/100   |
| Everyeye.it                      | 7.5/10   |
| Multiplayer.it                   | 6.8/10   |
| Eurogamer                        | 8/10     |
| IGN                              | 7.5/10   |
| GameSpot                         | 7/10     |
| Game Informer                    | 6/10     |
| Polygon                          | 6.5/10   |

Il gioco ha ricevuto delle valutazioni medio-alte dalla critica specializzata e dai revisori.
Evan Narcisse di Kotaku ha detto che giocare Murasaki Baby gli "faceva venire la nausea" perché "gli enigmi non erano mai così difficili che volevo alzare le mani e smettere", aggiungendo però che "la relativa facilità del gioco si accoppiava bene con la curiosità morbosa che avevo per il prossimo pezzo di horror corporeo in cui Baby avrebbe vagato"; Everyeye.it trova che Ovosonico abbia "confezionato un gioco dal sapore internazionale, caratterizzato da uno stile delizioso e da un gusto visivo carico di citazioni e rimandi" e che Murasaki Baby "è un gioco bello da vedere", ma che a volte l'uso del touch screen risulta "macchinoso"; secondo Eurogamer Murasaki Baby "cammina sulla linea sottile tra lo strano e il meraviglioso"; secondo IGN il gioco è "pieno di idee interessanti" e le animazioni e l'approccio unico al platform sono "allettanti", ma anche che "spostare Baby con i controlli tattili può risultare frustrante" nonostante il gioco sia "abbastanza dolce finché dura"; GameSpot ha evidenziato di come gli sfondi e i panorami di gioco possano apparire "abbaglianti e ombrosi" e di come "forniscono una personalità così distintiva", e che Murasaki Baby è "spesso toccante" e "un piacere audiovisivo troppo grande per essere scontato"; Game Informer ha infine affermato che Murasaki Baby "è uno strano giochino su una strana ragazzina persa in un mondo dall'aspetto strano" e che "una volta superata la sua estetica Hot Topic è un divertente puzzle-game impegnativo in tutti i modi sbagliati". 